# Perseo con la testa della Medusa

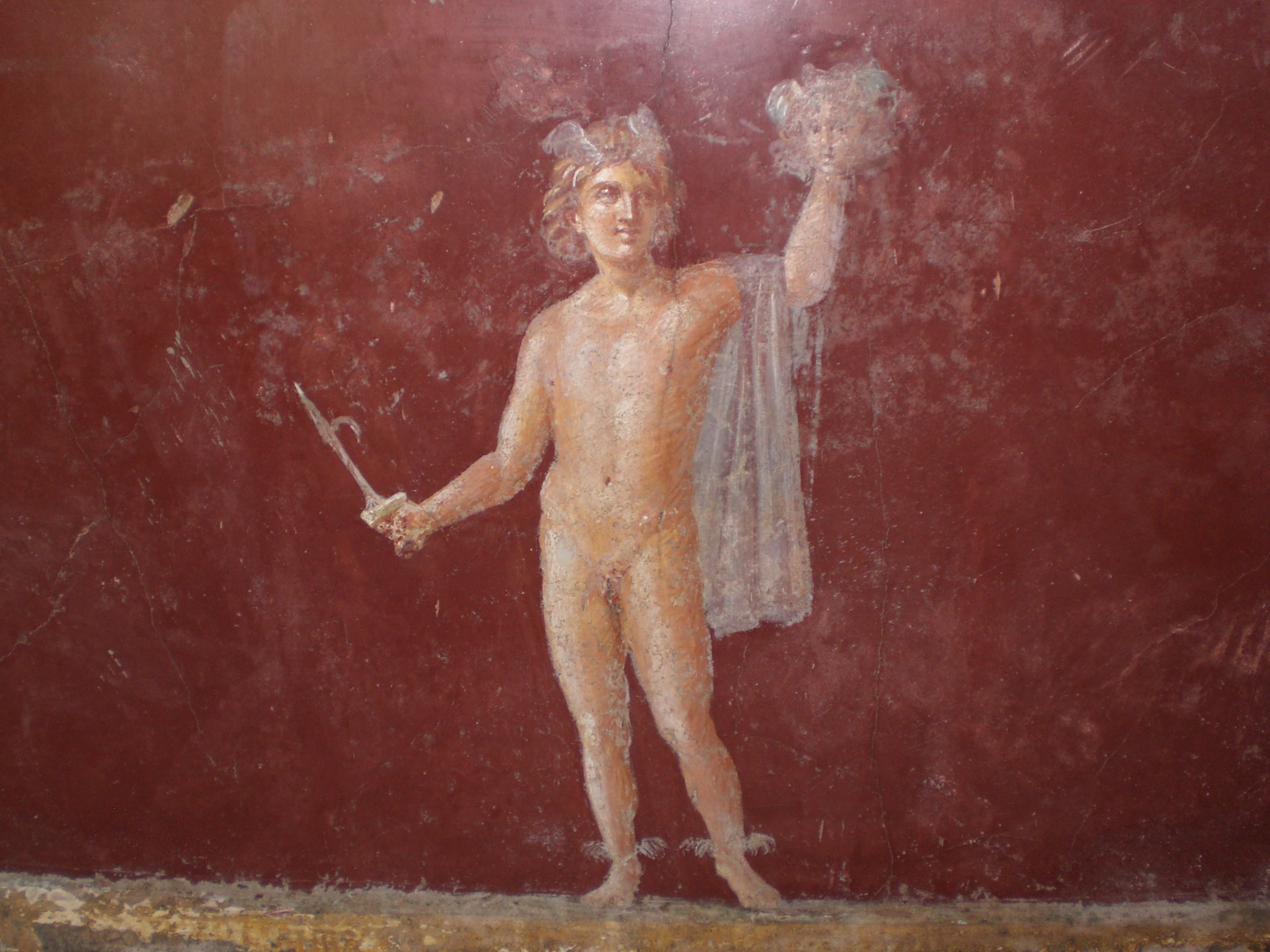
Perseo in un affresco romano (autore ignoto)

Perseo con la testa della Medusa (noto anche come Perseo che tiene in mano la testa della Medusa) è un tema ricorrente dell'iconografia artistica, che rappresenta un evento tratto dalla mitologia greca, in cui l'eroe Perseo solleva la testa mozzata della gorgone Medusa. Il tema è presente fin dall'antichità, come dimostra un affresco ritrovato in una villa di Stabia, ma ha avuto uno sviluppo fortunato in ambito scultoreo dopo la creazione della statua di Benvenuto Cellini. Esiste inoltre una statua contemporanea di Luciano Garbati nella quale i ruoli dei personaggi si invertono, ed è Medusa a reggere il capo decollato di Perseo.

## Pittura
- Il Volterrano, Perseo con la testa di Medusa, XVIII secolo
- Eugène Romain Thirion, Perseo vincitore di Medusa (Persée vainqueur de Méduse), 1867
- Edward Burne-Jones, La morte di Medusa I (The Death of Medusa I), 1876-1885
- Edward Burne-Jones, La morte di Medusa I (The Death of Medusa II), 1881-1882

## Scultura
- Benvenuto Cellini, Perseo con la testa di Medusa, 1553
- Antonio Canova, Perseo trionfante, 1797-1801
- Feodosij Fëdorovič Ščedrin, Perseo (Persej), 1801
- Auguste Rodin, Perseo e Medusa (Persée et Méduse), prima del 1889
- Camille Claudel, Perseo e la Gorgone (Persée et la Gorgone), 1902
- Salvador Dalí, Perseo, XX secolo

## Galleria d'immagini

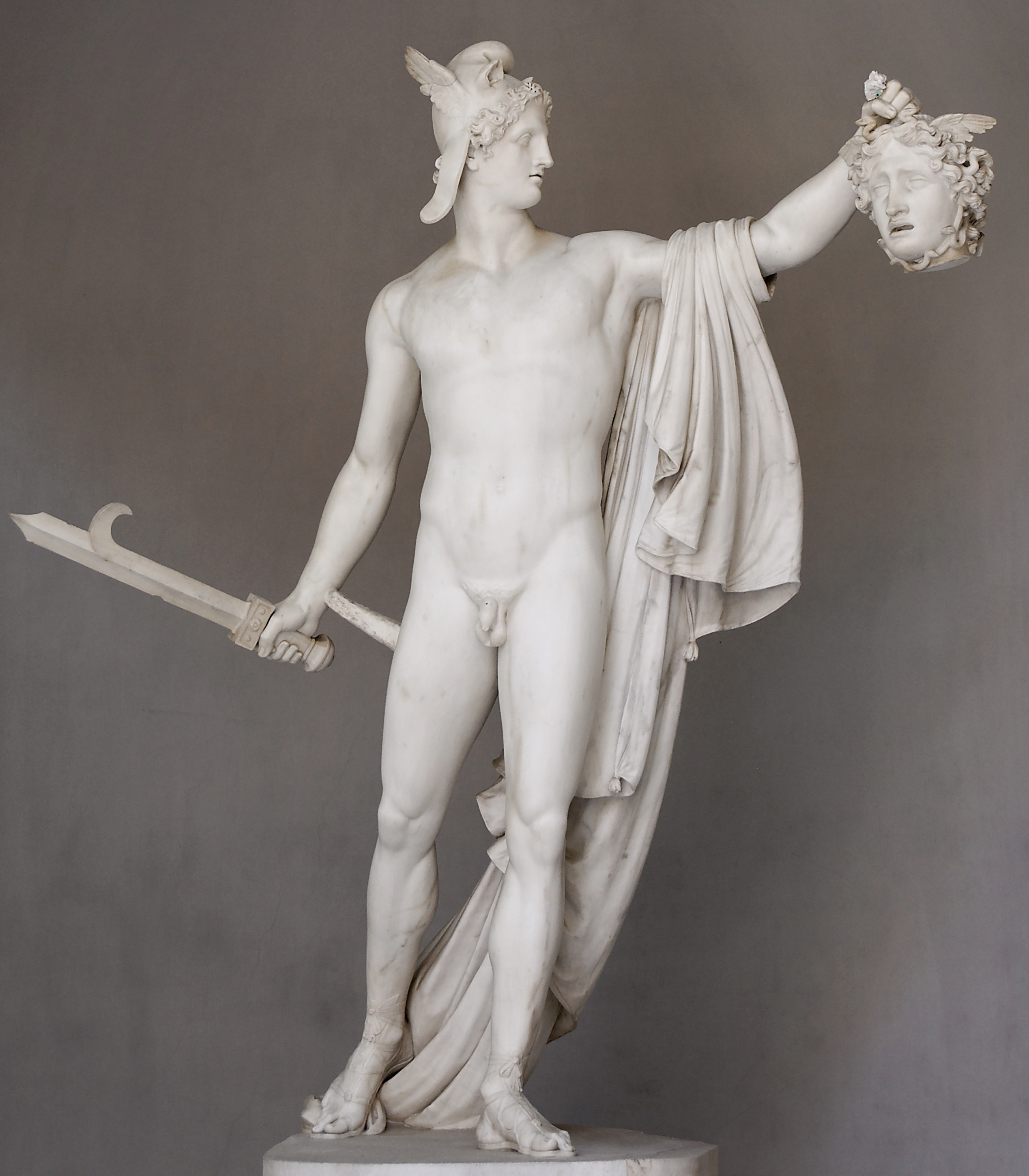
Scultura in marmo di Antonio Canova
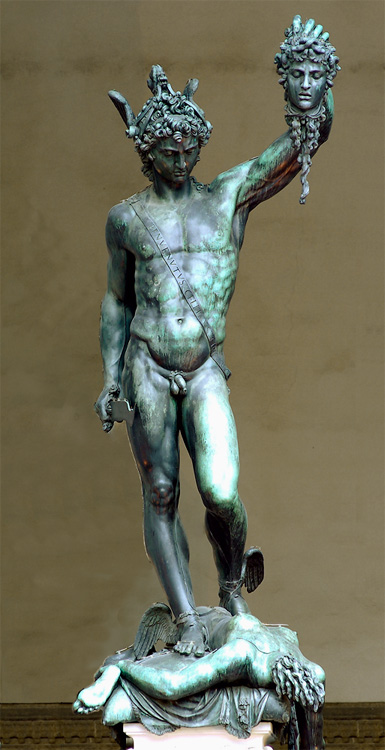
Scultura in bronzo di Benvenuto Cellini
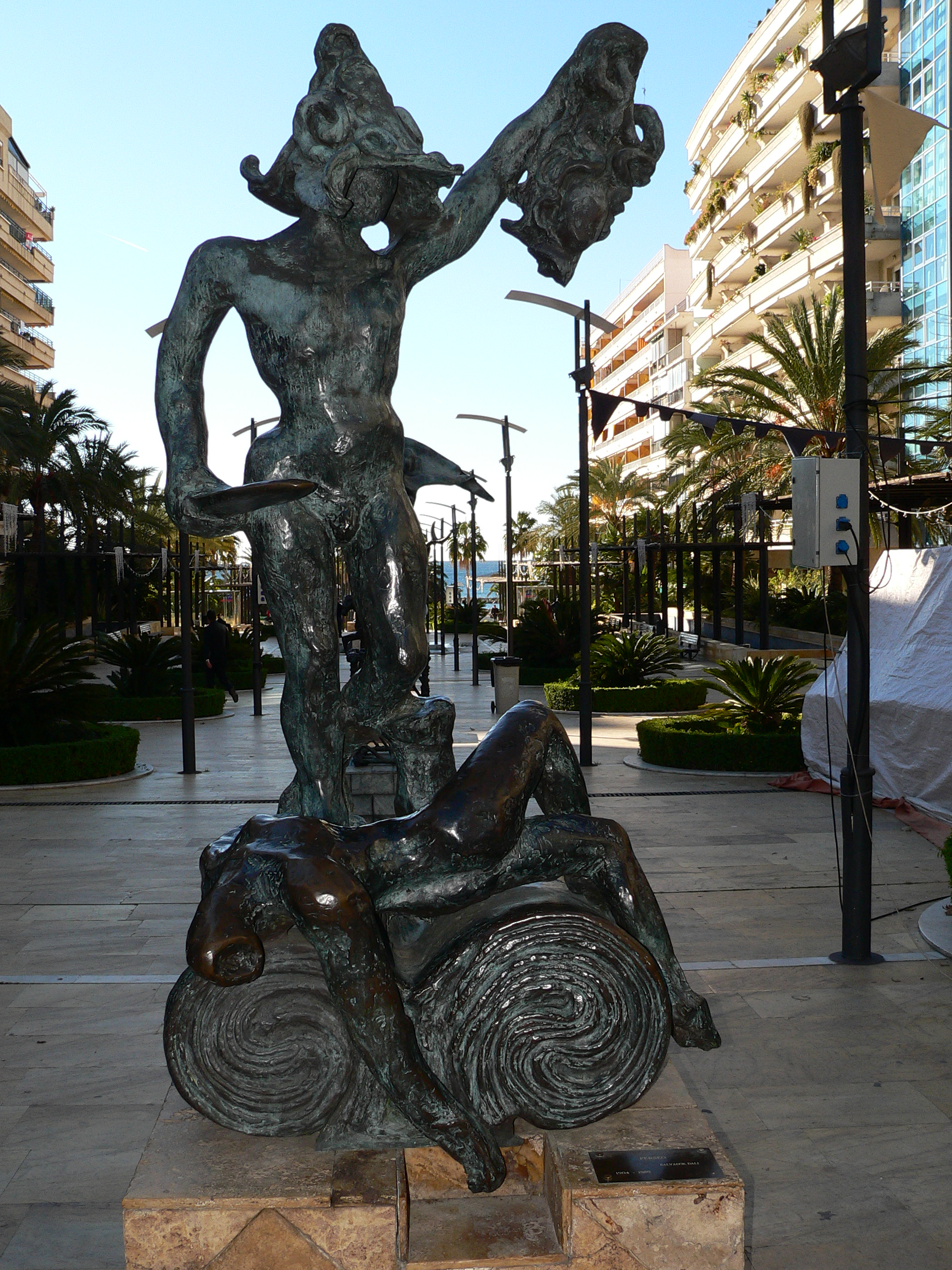
Scultura di Salvador Dalí
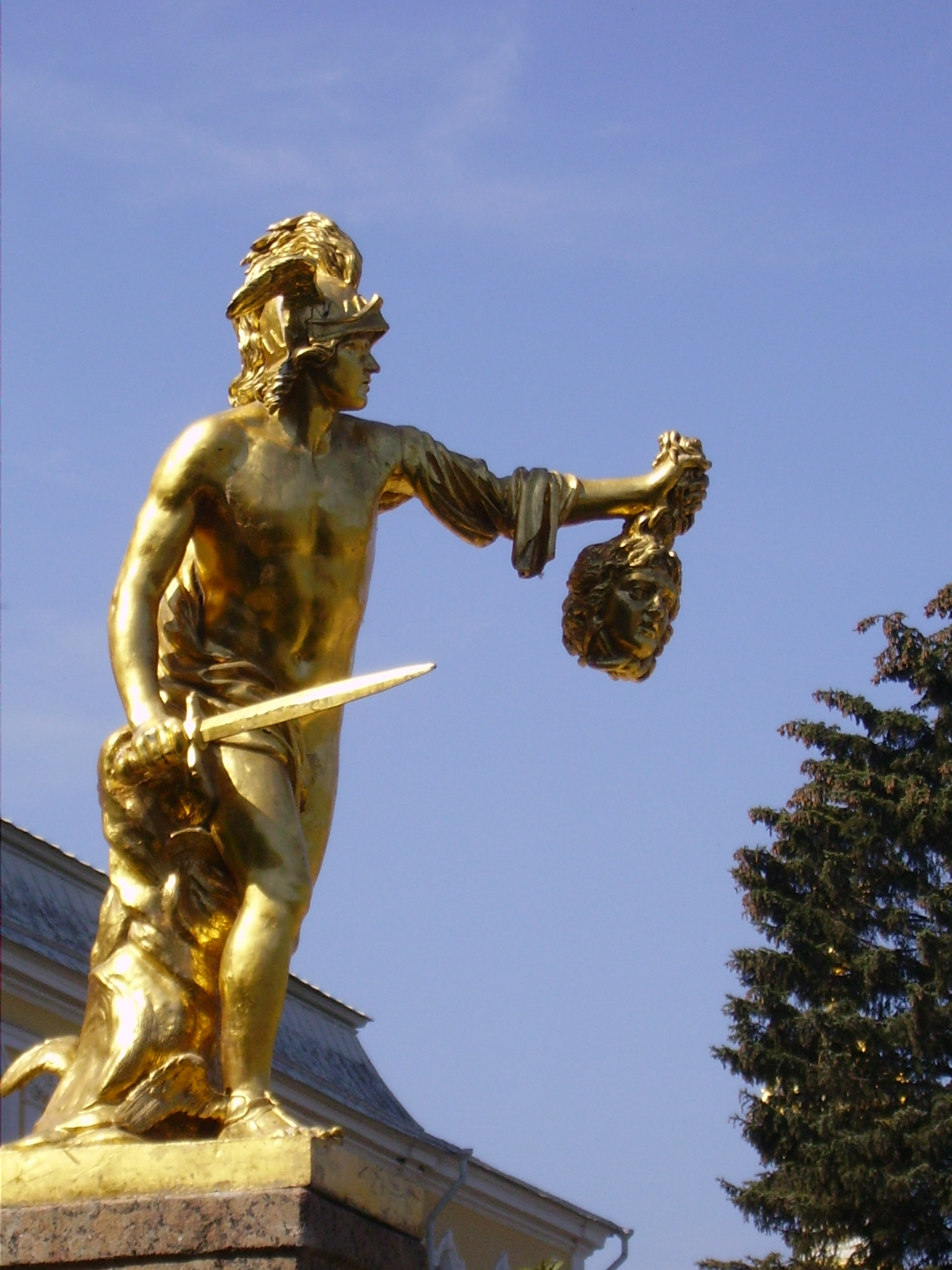
Scultura di Feodosij Fëdorovič Ščedrin